# Бабочка (фильм, 2004)
«Бабочка» (кит. упр. 蝴蝶, пиньинь Húdié, палл. Худе) — драма 2004 года режиссёра из Гонконга Май Ваньсинь (Мак Юньянь). Основана на романе тайваньского писателя Сюэ Чэнь «Знак бабочки» (蝴蝶的記號).

## Сюжет
Флавия (Джози Хэ), работающая учительницей в школе, однажды знакомится с молодой девушкой, певицей Е (Йип) (Тянь Юань). Е начинает флиртовать с Флавией, чем сильно её смущает. Рассказываемая история переплетается с историей пятнадцатилетней давности, когда Флавия училась в школе и у неё был роман с Цзинь (Цзян Цзумань), одноклассницей. Обе истории развиваются параллельно. В настоящем времени Флавия, у которой есть муж и ребёнок, испытывает сильный стресс от того, что чувства к Е затмевают для неё всё на свете. Она делает попытку расстаться с девушкой, но не в силах себя перебороть. История в прошлом показывает, как роман Флавии и Цзинь обрывается, когда о нём узнаю́т родители Флавии. Не желая огорчать мать, Флавия бросает Цзинь. И спустя годы она снова оказывается перед выбором: остаться с ребёнком и мужем или же уйти к любимой. Опыт прошлого подсказывает ей, что нужно доверять своим чувствам и бороться за счастье. Флавия разрывает с мужем ради Е и, несмотря на сопротивление мужа, собирается оставить ребёнка себе.

## В ролях
| В ролях                          |  | Персонаж         |
| -------------------------------- |  | ---------------- |
| Джозефин Хэ Чаои (Хо Чхиуйи)     |  | Флавия           |
| Тянь Юань                        |  | Е (Йип)          |
| Эрик Гэ Миньхуй (Гот Маньфай)    |  | Мин (муж Флавии) |
| Стефани Чэ Ваньвань (Чхэ Юньюнь) |  | Цзинь            |
| Изабел Чэнь Инин (Чхань Ятнинг)  |  | Флавия в юности  |
| Цзян Цзумань (Цзёнг Цзоумань)    |  | Цзинь в юности   |

## Награды
Фильм получил следующие награды:
| Награды               | Награды | Награды              | Награды         | Награды    |
| --------------------- | ------- | -------------------- | --------------- | ---------- |
| Фестиваль / Премия    | Год     | Награда              | Категория       | Победитель |
| Hong Kong Film Awards | 2005    | Hong Kong Film Award | Best New Artist | Юань Тянь  |